# Bristol (Indiana)
Bristol é uma cidade  localizada no estado americano de Indiana, no Condado de Elkhart.

## Demografia
Segundo o censo americano de 2000, a sua população era de 1382 habitantes. 
Em 2006, foi estimada uma população de 1651, um aumento de 269 (19.5%).

## Geografia
De acordo com o United States Census Bureau tem uma área de 
6,5 km², dos quais 6,2 km² cobertos por terra e 0,3 km² cobertos por água. Bristol localiza-se a aproximadamente 236 m acima do nível do mar.

## Localidades na vizinhança
O diagrama seguinte representa as localidades num raio de 16 km ao redor de Bristol. 